# Pseudacherontides aspinatus
Pseudacherontides aspinatus är en urinsektsart som först beskrevs av Stach 1959.  Pseudacherontides aspinatus ingår i släktet Pseudacherontides och familjen Hypogastruridae. Inga underarter finns listade i Catalogue of Life.